# C/1996 Y1 (SOHO)
C/1996 Y1 (SOHO), też SOHO-6 – kometa jednopojawieniowa, należąca do grupy komet muskających Słońce, odkryta przez obserwatorium satelitarne SOHO w grudniu roku 1996. 

## Orbita komety
Orbita komety C/1996 Y1 (SOHO) ma kształt paraboli o mimośrodzie 1,0. Jej peryhelium znalazło się w odległości 0,005 au od Słońca i kometa przeszła przez nie 23 grudnia 1996 roku. Nachylenie orbity względem ekliptyki wyniosło 144˚.